# 밤에 걸려온 전화
밤에 걸려온 전화(밤에 걸려온 전화)는 한국에서 제작된 김응천 감독의 1963년 영화이다. 김석훈 등이 주연으로 출연하였고 정병준 등이 제작에 참여하였다.

## 출연

### 주연
- 김석훈
- 엄앵란
- 남춘역

## 제작진
- 미술: 홍성칠